# 밥 펙
밥 펙(Bob Peck, 1945년 8월 23일 ~ 1999년 4월 4일)은 잉글랜드의 배우이다.

## 출연 작품
- 미라클 메이커 (2000)
- 영 인디아나 존스 - 악마의 얼굴 (1999)
- 페어리 테일 (1997)
- 센스 오브 스노우 (1997)
- 피카소 (1996)
- 고된 시기 (1994)
- 쥬라기 공원 (1993)
- 파리 대왕 (1990)
- 서지킬l (1989)
- TV 단테 (1989)
- 죽지 않는 사나이 (1989)
- 노예 소년 망기 (1987)
- 스크린 투 (1985)
- 엣지 오브 다크니스 (1985)
- 맥베스 (1979)
- 선셋 어크로스 베이 (1975)